# Ефремово (Ивняковское сельское поселение)
Ефремово — деревня в Ивняковском сельском поселении Ярославского района Ярославской области России.

## География
Деревня расположена в 24 километрах от Ярославля. На юге находится деревня Подберезново, на западе — Малое Домнино, на востоке — Бузаркино.

## История
В 2006 году деревня вошла в состав Ивняковского сельского поселения образованного в результате слияния Ивняковского и Бекреневского сельсоветов.

## Население
| 2007 | 2010 |
| ---- | ---- |
| 28   | →28  |

### Историческая численность населения
По состоянию на 1859 год в деревне было 11 домов и проживало 72 человека.
По состоянию на 1989 год в деревне проживало 9 человек.
На спутниковых снимках 2008 года виден один жилой дом, предположительно заброшенный. На снимках 2012 года этого дома нет.

### Национальный и гендерный состав
Согласно результатам переписи 2002 года, в национальной структуре населения русские составляли 100 % из 7 чел., из них 2 мужчины, 5 женщин.
Согласно результатам переписи 2010 года население составляют 4 мужчины и 4 женщины.

## Инфраструктура
Основа экономики — личное подсобное хозяйство. По состоянию на 2021 год большинство домов используется жителями для постоянного проживания и проживания в летний период. Вода добывается жителями из личных колодцев.
Ближайший магазин находится в деревне Дорожаево.
Почтовое отделение №150509, расположенное в деревне Дорожаево, на март 2022 года обслуживает в деревне 14 домов.

## Транспорт
Ефремово расположено в 3 км от автодороги «Ивановский Перевоз — Ширинье». До деревни идёт грунтовая дорога. Деревня является тупиковой.
В 3 км от деревни находится остановка общественного транспорта «Аристово», через которую проходят маршруты №№ 154 Ярославль-Главный — Ширинье, 154К Ярославль-Главный — Ширинье (через Курбу).